# کنستانزا (جمهوری دومنیکن)
کنستانزا (به لاتین: Constanza) یک منطقهٔ مسکونی در جمهوری دومینیکن است که در استان لا وگا واقع شده‌است. کنستانزا ۸۴۸٫۷۹ کیلومتر مربع مساحت و ۵۹٬۰۵۲ نفر جمعیت دارد و ۱٬۱۶۴ متر بالاتر از سطح دریا واقع شده‌است.